# Archipiélago de Ross
Archipiélago de Ross (77°30′S 167°0′E / -77.500, 167.000 ) es el nombre para un grupo de islas que se encuentran unidas por medio de una plataforma de hielo, forma los límites este y sur de McMurdo Sound en la Antártida. La isla más norteña es la isla Beaufort, luego viene la isla Ross, las islas Dellbridge y la isla Black y la isla White.